# Campionato europeo maschile di pallacanestro Under-22 1994
Il 2º Campionato Europeo maschile Under-22 di Pallacanestro FIBA (noto anche come FIBA EuroBasket Under-22 1994) si è svolto in Slovenia dal 3 luglio al 10 luglio 1994.

## Risultati

### Prima fase a gruppi

#### Gruppo A
| Team           | V - P | PF - PS   | Pt |
| -------------- | ----- | --------- | -- |
| 1. Grecia      | 3 - 2 | 388 - 388 | 8  |
| 2. Bielorussia | 3 - 2 | 413 - 380 | 8  |
| 3. Slovenia    | 3 - 2 | 466 - 437 | 8  |
| 4. Israele     | 2 - 3 | 408 - 404 | 7  |
| 5. Finlandia   | 2 - 3 | 394 - 435 | 7  |
| 6. Francia     | 2 - 3 | 371 - 396 | 7  |

#### Gruppo B
| Team          | V - P | PF - PS   | Pt |
| ------------- | ----- | --------- | -- |
| 1. Spagna     | 4 - 1 | 408 - 331 | 9  |
| 2. Italia     | 3 - 2 | 424 - 412 | 8  |
| 3. Russia     | 3 - 2 | 417 - 388 | 8  |
| 4. Turchia    | 2 - 3 | 387 - 387 | 7  |
| 5. Germania   | 2 - 3 | 380 - 392 | 7  |
| 6. Slovacchia | 1 - 4 | 328 - 424 | 6  |

### Fase ad eliminazione diretta

#### Tabellone gare 9º - 12º posto
|  | Playoffs   | Playoffs   | Playoffs  |           |          | Nono posto       | Nono posto       | Nono posto       |  |
|  |            |            |           |           |          |                  |                  |                  |  |
|  | Francia    | Francia    | 70        |           |          |                  |                  |                  |  |
|  | Francia    | Francia    | 70        |           |          |                  |                  |                  |  |
|  | Germania   | Germania   | 71        |           |          |                  |                  |                  |  |
|  | Germania   | Germania   | 71        |           | Germania | Germania         | 90               |                  |  |
|  |            |            |           |           | Germania | Germania         | 90               |                  |  |
|  |            |            | Finlandia | Finlandia | 69       |                  |                  |                  |  |
|  | Finlandia  | Finlandia  | Finlandia | Finlandia | 69       | 71               |                  |                  |  |
|  | Finlandia  | Finlandia  |           |           |          | 71               |                  |                  |  |
|  | Slovacchia | Slovacchia | 68        |           |          | Undicesimo posto | Undicesimo posto | Undicesimo posto |  |
|  | Slovacchia | Slovacchia | 68        |           |          |                  |                  |                  |  |
|  |            |            |           |           |          |                  |                  |                  |  |
|  |            |            |           |           |          | Francia          | Francia          | 106              |  |
|  |            |            |           |           |          | Francia          | Francia          | 106              |  |
|  |            |            |           |           |          | Slovacchia       | Slovacchia       | 90               |  |

#### Tabellone gare 5º - 8º posto
|  | Playoffs | Playoffs | Playoffs |         |         | Quinto posto  | Quinto posto  | Quinto posto  |  |
|  |          |          |          |         |         |               |               |               |  |
|  | Israele  | Israele  | 77       |         |         |               |               |               |  |
|  | Israele  | Israele  | 77       |         |         |               |               |               |  |
|  | Russia   | Russia   | 69       |         |         |               |               |               |  |
|  | Russia   | Russia   | 69       |         | Israele | Israele       | 100           |               |  |
|  |          |          |          |         | Israele | Israele       | 100           |               |  |
|  |          |          | Turchia  | Turchia | 72      |               |               |               |  |
|  | Turchia  | Turchia  | Turchia  | Turchia | 72      | 87            |               |               |  |
|  | Turchia  | Turchia  |          |         |         | 87            |               |               |  |
|  | Slovenia | Slovenia | 85       |         |         | Settimo posto | Settimo posto | Settimo posto |  |
|  | Slovenia | Slovenia | 85       |         |         |               |               |               |  |
|  |          |          |          |         |         |               |               |               |  |
|  |          |          |          |         |         | Russia        | Russia        | 92            |  |
|  |          |          |          |         |         | Russia        | Russia        | 92            |  |
|  |          |          |          |         |         | Slovenia      | Slovenia      | 77            |  |

#### Tabellone finale
|  | Semifinali  | Semifinali  | Semifinali |        |             | Terzo posto | Terzo posto | Terzo posto |  |
|  |             |             |            |        |             |             |             |             |  |
|  | Bielorussia | Bielorussia | 69         |        |             |             |             |             |  |
|  | Bielorussia | Bielorussia | 69         |        |             |             |             |             |  |
|  | Spagna      | Spagna      | 67         |        |             |             |             |             |  |
|  | Spagna      | Spagna      | 67         |        | Bielorussia | Bielorussia | 96          |             |  |
|  |             |             |            |        | Bielorussia | Bielorussia | 96          |             |  |
|  |             |             | Italia     | Italia | 91          |             |             |             |  |
|  | Grecia      | Grecia      | Italia     | Italia | 91          | 75          |             |             |  |
|  | Grecia      | Grecia      |            |        |             | 75          |             |             |  |
|  | Italia      | Italia      | 95         |        |             | Finale      | Finale      | Finale      |  |
|  | Italia      | Italia      | 95         |        |             |             |             |             |  |
|  |             |             |            |        |             |             |             |             |  |
|  |             |             |            |        |             | Spagna      | Spagna      | 83          |  |
|  |             |             |            |        |             | Spagna      | Spagna      | 83          |  |
|  |             |             |            |        |             | Grecia      | Grecia      | 69          |  |

## Classifica finale
| Campione d'Europa | Campione d'Europa | Campione d'Europa |
| --- | ----------------- | --- |
| Bielorussia under 224 Baidakou, 5 Koul, 6 Krivonos, 7 Kuzmin, 8 Kuznyakau, 9 Lobazhevich, 10 Meščarakoŭ, 11 Olszewski, 12 Pyntsikau, 13 Radzionau, 14 Svirydau, 15 Yushkin, All. Maksim Pozdnyakau |                   | |
| Argento | Italia            | Italia under 224 Alberti, 5 Ancilotto, 6 Brembilla, 7 Bonaventuri, 8 Calbini, 9 Mennucci, 10 Mian, 11 Nobile, 12 Orsini, 13 Panichi, 14 Prato, 15 Rossi, 16 Semprini, All. -               |
| Bronzo | Spagna            | Spagna under 224 Angulo, 5 Galilea, 6 Ávalos, 7 Lasa, 8 Ruiz, 9 Albert, 10 Peral, 11 Santos, 12 Sanmartín, 13 Alemany, 14 Llorens, 15 Almeida, All. Gustavo Aranzana                       |
| 4. | Grecia            | Grecia under 224 Chatzopoulos, 5 Sioutīs, 6 Asteriadis, 7 Liadelīs, 8 Gkagkaoudakis, 9 Aposkitis, 10 Kikilias, 11 Tsopis, 12 Nikakis, 13 Logothetis, 14 Oikonomou, 15 Tampakis, All. -     |
| 5. | Israele           | Israele under 224 E. Baloul, 5 K. Baloul, 6 Cohen, 7 Cohen-Mintz, 8 Lahav, 9 Aharoni, 10 Kattash, 11 Sheffer, 12 Shelef, 13 Aloush, 14 Lev, 15 Muchtary, 16 Elimelech, All. Nahum Lewinsky |
| 6. | Turchia           | Turchia under 224 Özsimitçi, 5 Güney, 6 Bilgin, 7 Beşok, 8 Tekinalp, 9 Öztürk, 10 Konuk, 11 Yıldırım, 12 Kutluay, 13 Çağlan, 14 Yılmaz, 15 Sarıca, All. -                                  |
| 7. | Russia            | Russia under 224 Ten, 5 Judin, 6 Solov'ëv, 7 Kudelin, 8 Astakhov, 9 Mikhnev, 10 Goutorov, 11 Kurašov, 12 Vedishchev, 13 Petenev, 14 Doloptchi, 15 Pašutin, All. -                          |
| 8. | Slovenia          | Slovenia under 224 Murovec, 5 Nesterovič, 6 Milič, 7 Kunc, 8 Trifunovič, 9 Šetina, 10 Zaletel, 11 Tušek, 12 Duščak, 13 Gorenc, 14 Jovanovič, 15 Cizej, All. Lado Gorjan                    |
| 9. | Germania          | Germania under 224 Ruddigkeit, 5 Bade, 6 Machowski, 7 Frisch, 8 Wucherer, 9 Falk, 10 Arigbabu, 11 Braun, 12 Okulaja, 13 Tomic, 14 Kück, 15 Bernard, All. Carsten Hofmann                   |
| 10. | Finlandia         | Finlandia under 224 Ahlbom, 5 Möttölä, 6 Muhonen, 7 Larkio, 8 Laaksonen, 9 Hautala, 10 Ailus, 11 Vekkilä, 12 Mäkelä, 13 Vertio, 14 Toijala, 15 Lang, All. Ilkka Grönoff                    |
| 11. | Francia           | Francia under 224 Fauthoux, 5 Lafargue, 6 Micoud, 7 Sciarra, 8 Caulet, 9 Dioumassi, 10 Frigout, 11 Bellony, 12 Tchiloemba, 13 Saint Jean, 14 Lesmond, 15 Croix, All. Stéphane Pinault      |
| 12. | Slovacchia        | Slovacchia under 224 Weiss, 5 Melus, 6 Kmetoni, 7 Smacko, 8 Procházka, 9 Porubcan, 10 Timko, 11 Andruska, 12 Gabáni, 13 Wimmer, 14 Riecki, 15 Micuda, All. -                               |